# フランソワ・ヴァテール
フランソワ・ヴァテール（François Vatel、1631年 - 1671年4月24日）は、17世紀フランスで活躍した料理人。剣で自殺したことで有名。またクレーム・シャンティイは彼の創作によるとされる。

## 概歴
ヴァテールは本名をフリッツ・カール・ヴァテル（Fritz Karl Watel）といい、パリで働くスイス人の屋根葺き職人の子として生まれる。長じてパリの菓子職人ジャン・エヴラールの店に徒弟として入って修業を積み、優秀な職人となった。
1653年、ヴァテールは当時栄華を極めていた政治家ニコラ・フーケに仕えることになった。ここで頭角を現して給仕長（メートル・ドテル）となり、1661年のヴォー＝ル＝ヴィコント城にルイ14世以下の宮廷人を招いて開かれた大祝宴では責任者となって祝宴を成功に導いた。しかしこの豪華な祝宴は国王にニコラ・フーケを失脚させることを決意させたと言われており、まもなくフーケは逮捕され、幽閉された。
フーケに仕えていた様々な分野の一流人物たちは、今後は国王に奉仕することを命じられたが、ヴァテールはこれを嫌って1度イギリスに逃亡した。ほとぼりが冷めたところで帰国して、今度は大コンデとして知られる王族で名将のコンデ公ルイ2世に仕えた。
1671年、コンデ公は国王以下の宮廷人多数をその城シャンティイ城に招いた大祝宴を行うことにし、ヴァテールにその監督実行を命じた。コンデ公はこの祝宴で国王の歓心を買い、オランダ侵略戦争の指揮が自分に命じられるよう工作するつもりだった。ヴァテールの自殺の経緯はこの祝宴に参加したセヴィニエ侯爵夫人の書簡によって人々に知られるようになったものである。
この祝宴は歴史に残る豪華さで知られ、3日間の祝宴で5万エキュを要したと言われるが、実行責任者のヴァテールは与えられた準備期間が短かったこともあって疲労甚だしかった。2日目の晩餐で予定外の人数の多さから肉の不足が生じると、あまりにヴァテールがそのことを気にしてしきりに詫びるのでコンデ公自らヴァテールのもとへ赴いて気にするなと慰めるほどであった。またこの夜は天候に恵まれず、打ち上げられた花火は曇りのために不調に終わった。
3日目の早朝、ヴァテールがその日に使用する魚介類の到着を確認すると、ごくわずかの量しか届いていなかった。2、3の港が天候不順で収穫がなくても大丈夫なようにフランス各地の港で買い付けておいたのだが、ヴァテールはそのことを失念していて、祝宴の計画が破綻したと思い込んだヴァテールは自室に戻ると剣を抜き、自分の体に3度突き刺して自殺した。ヴァテールの死とほぼ同じころに、たくさんの魚が城に到着し、祝宴は予定通り進められて最後まで成功をおさめた。
この祝宴は参加した人々によって長く語り継がれるほどの印象を残したが、それを実際に繰り広げて見せた人物については急速に忘れ去られ、セヴィニエ侯爵夫人の書簡集が一般に公開されたことでようやくその存在が思い出された。後年のある料理人はヴァテールについて次のように評したという。｢彼の悔恨やよし。しかし、決して彼を模範とするなかれ｣

## 関連作品
- 宮廷料理人ヴァテール、映画、2000年、ローランド・ジョフィ監督